# 도마시노 겐지
도마시노 겐지(일본어: 笘篠 賢治, 1966년 10월 11일 ~ )는 일본의 전 프로 야구 선수이자 야구 지도자, 야구 해설가·평론가이다. 그의 형은 도쿄 야쿠르트 스왈로스 2군 코치 도마시노 세이지이며, 아내는 전직 가수 → 배우 마쓰모토 노리코, 조카는 연극 배우 히메카 히나노, 자니스 주니어에 소속하는 도마시노 가즈마이다.

## 인물
오사카부 이바라키시 출신으로 우에노미야 고등학교 2학년 시절 선발 고등학교 야구 대회에 출전했고 이후 주오 대학에 입학하면서 야구부의 주장이 되는 등 미일 대학야구 선수권 대회에 출전한 경력을 갖고 있다. 대학 4학년 때 서울 올림픽 야구 일본 국가 대표팀 선수로 발탁되어 후에 히로시마 도요 카프에서 동료가 되는 노무라 겐지로와의 콤비를 이루면서 팀의 은메달 획득에 기여했다. 도토대학 1부 리그 통산 44경기에 출전해 176타수 49안타, 타율 2할 7푼 8리, 10홈런, 17타점을 기록했다.
1988년 프로 야구 드래프트 회의에서 야쿠르트 스왈로스가 3순위 지명으로 교섭권을 획득해 계약금 5,000만 엔, 연봉 600만 엔으로 입단에 합의, 1년차부터 자신의 자랑으로 여겨지고 있던 빠른 다리를 주무기로 삼았다. 세키네 준조 감독의 기대에 부응하듯 전반기에서는 3할 대에 가까운 타율을 기록했고 2군 올스타전인 주니어 올스타전(현재의 프레시 올스타전)에도 출전하였을 뿐만 아니라 신인으로서는 처음으로 32개의 도루를 기록한 공로로 센트럴 리그 신인왕 타이틀을 석권했다.
그 후 노무라 가쓰야가 감독으로 취임한 이후에는 출전 기회가 줄어들면서 구리야마 히데키의 현역 은퇴한 것에 의해 한 자릿수의 등번호가 주어진 1991년 등에는 외야수로서 출전하기도 했다. 1997년 일본 시리즈 직전 야쿠르트 구단으로부터 방출 통보를 받았다.
1998년 히로시마 도요 카프에 입단 테스트를 받으면서 그 해의 개막전 선발 멤버의 일원이 된다. 1999년 5월 8일 히로시마 시민 구장에서 히로시마의 중심 투수로 활약했던 사사오카 신지가 같은 해 센트럴 리그 우승 팀인 주니치와 상대하면서 노히트 노런을 달성한 순간에 2루수를 지키고 있었다. 1999년 시즌 마지막으로 현역 생활을 은퇴했고 이듬해 2000년에는 히로시마의 1군 수비 주루 코치로 발탁되어 2002년까지 맡았다.
현재는 분카 방송과 후지 TV의 야구 해설위원을 맡고 있다.

## 상세 정보

### 출신 학교
- 우에노미야 고등학교
- 주오 대학

### 선수 경력
프로팀 경력
- 야쿠르트 스왈로스(1989년 ~ 1997년)
- 히로시마 도요 카프(1998년 ~ 1999년)

국가 대표 경력
- 1988년 서울 올림픽 일본 국가대표

### 지도자 경력
- 히로시마 도요 카프 1군 수비 주루 코치(2000년 ~ 2002년)

### 수상·타이틀 경력

#### 수상
- 신인왕(1989년)

#### 국제 대회
- 서울 올림픽 은메달(1988년)

### 개인 기록
- 첫 출장 : 1989년 4월 12일, 대 주니치 드래건스 2차전(메이지 진구 야구장), 10회말에 와카마쓰 쓰토무의 대주자로서 출장
- 첫 안타 : 1989년 4월 14일, 대 요코하마 다이요 웨일스 1차전(요코하마 스타디움), 9회초에 미야모토 겐지의 대타로서 출장, 다이몬 가즈히코로부터 우전 안타
- 첫 선발 출장 : 1989년 4월 18일, 대 히로시마 도요 카프 1차전(메이지 진구 야구장), 2번·2루수로서 출장
- 첫 도루 : 1989년 4월 20일, 대 히로시마 도요 카프 3차전(메이지 진구 야구장), 5회말에 2루 안착(투수 : 가와시마 겐, 포수 : 다쓰카와 미쓰오)
- 첫 타점 : 1989년 5월 13일, 대 히로시마 도요 카프 7차전(사세보 야구장), 9회말에 쓰다 쓰네미로부터 좌전 2점 적시타
- 첫 홈런 : 1989년 5월 23일, 대 요미우리 자이언츠 5차전(도쿄 돔), 1회초에 빌 걸릭슨으로부터 좌월 솔로 홈런

### 등번호
- 25(1989년 ~ 1990년)
- 4(1991년 ~ 1997년)
- 00(1998년 ~ 1999년)
- 78(2000년 ~ 2002년)

### 연도별 타격 성적
| 연 도      | 소 속      | 경 기 | 타 석 | 타 수 | 득 점 | 안 타 | 2 루 타 | 3 루 타 | 홈 런 | 루 타 | 타 점 | 도 루 | 도 루 자 | 희 생 번 | 희 생 플 | 볼 넷 | 고 4 | 사 구 | 삼 진 | 병 살 타 | 타 율 | 출 루 율 | 장 타 율 | O P S |
| ---------- | ---------- | ----- | ----- | ----- | ----- | ----- | ------- | ------- | ----- | ----- | ----- | ----- | -------- | -------- | -------- | ----- | ---- | ----- | ----- | -------- | ----- | -------- | -------- | ----- |
| 1989년     | 야쿠르트   | 120   | 483   | 429   | 57    | 113   | 17      | 3       | 5     | 151   | 27    | 32    | 15       | 7        | 1        | 41    | 0    | 5     | 77    | 5        | .263  | .334     | .352     | .686  |
| 1990년     | 야쿠르트   | 71    | 216   | 202   | 20    | 46    | 6       | 3       | 2     | 64    | 8     | 6     | 5        | 5        | 1        | 8     | 1    | 0     | 36    | 4        | .228  | .256     | .317     | .573  |
| 1991년     | 야쿠르트   | 112   | 337   | 301   | 40    | 75    | 10      | 6       | 4     | 109   | 21    | 16    | 5        | 19       | 0        | 13    | 0    | 4     | 46    | 2        | .249  | .289     | .362     | .651  |
| 1992년     | 야쿠르트   | 73    | 164   | 144   | 15    | 37    | 3       | 1       | 1     | 45    | 7     | 8     | 5        | 9        | 0        | 10    | 1    | 1     | 24    | 3        | .257  | .310     | .313     | .622  |
| 1993년     | 야쿠르트   | 82    | 248   | 217   | 29    | 59    | 6       | 0       | 1     | 68    | 13    | 5     | 4        | 12       | 2        | 15    | 1    | 2     | 29    | 3        | .272  | .322     | .313     | .635  |
| 1994년     | 야쿠르트   | 17    | 32    | 31    | 2     | 5     | 0       | 0       | 1     | 8     | 4     | 0     | 0        | 0        | 0        | 0     | 0    | 1     | 7     | 0        | .161  | .188     | .258     | .446  |
| 1996년     | 야쿠르트   | 56    | 95    | 83    | 16    | 25    | 0       | 1       | 1     | 30    | 6     | 7     | 3        | 6        | 0        | 5     | 0    | 1     | 20    | 2        | .301  | .348     | .361     | .710  |
| 1998년     | 히로시마   | 79    | 215   | 186   | 15    | 47    | 8       | 2       | 4     | 71    | 14    | 4     | 1        | 17       | 2        | 8     | 0    | 2     | 41    | 2        | .253  | .288     | .382     | .670  |
| 1999년     | 히로시마   | 18    | 59    | 52    | 5     | 11    | 5       | 1       | 0     | 18    | 5     | 1     | 0        | 5        | 0        | 1     | 0    | 1     | 5     | 0        | .212  | .241     | .346     | .587  |
| 통산 : 9년 | 통산 : 9년 | 628   | 1849  | 1645  | 199   | 418   | 55      | 17      | 19    | 564   | 105   | 79    | 38       | 80       | 6        | 101   | 3    | 17    | 285   | 21       | .254  | .303     | .343     | .646  |